# Acanthodelta simplex
Acanthodelta simplex är en fjärilsart som beskrevs av Walker 1865. Acanthodelta simplex ingår i släktet Acanthodelta och familjen nattflyn. Inga underarter finns listade i Catalogue of Life.